# Theodor Deneke

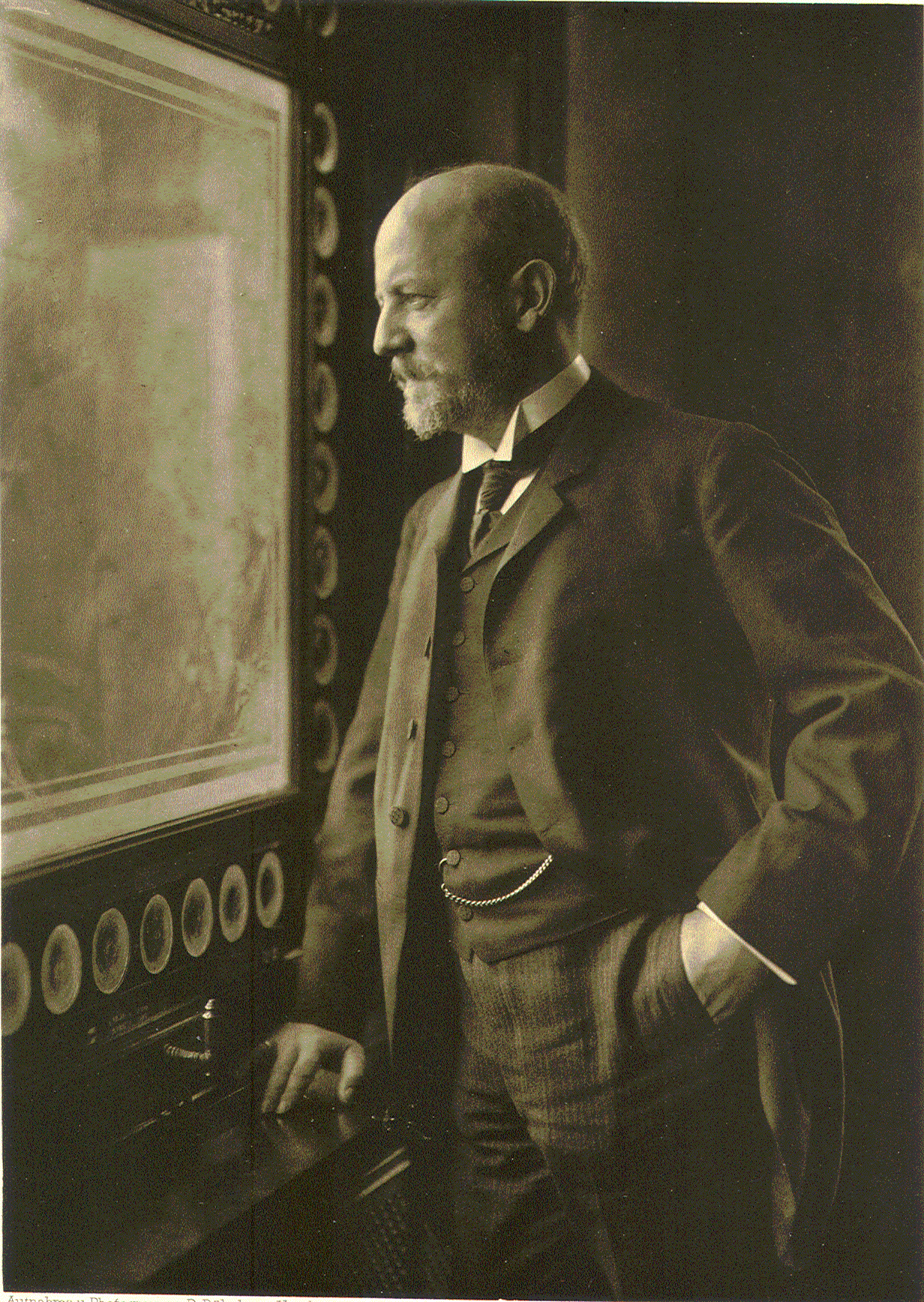
Theodor Deneke (1905)

Karl August Theodor Deneke (* 30. Juli 1860 in Hannover; † 18. Juli 1954 in Hamburg) war ein Hamburger Arzt und Professor.

## Leben
Nach einem Medizinstudium in Göttingen, Tübingen, Straßburg und München promovierte Deneke 1884.
Er erhielt 1886 eine Stelle als Assistenzarzt am Allgemeinen Krankenhauses St. Georg und wurde später Physikus am dortigen Medizinischen Kolleg.
1901 wurde er als Nachfolger von Hermann Lenhartz Direktor des Allgemeinen Krankenhauses St. Georg und amtierte bis 1926.
Mit Gründung der Hamburger Universität wurde Deneke dort zum Professor ernannt.
Von 1895 bis 1901 gehörte Deneke der Hamburgischen Bürgerschaft als Mitglied der „Fraktion der Rechten“ an. Zum 1. Mai 1933 trat er der NSDAP bei (Mitgliedsnummer 2.998.254).